# Les Amours d'Astrée et de Céladon
Pour plus de détails, voir Fiche technique et Distribution.
Les Amours d'Astrée et de Céladon est une comédie sentimentale franco-italo-espagnole réalisée par Éric Rohmer et sortie en 2007. Il s'agit d'une adaptation du premier roman-fleuve de la littérature française, L'Astrée, publié par Honoré d'Urfé entre 1607 et 1627.
Après La Marquise d'O... (1976), Perceval le Gallois (1978) et L'Anglaise et le Duc (2001), ce film est la quatrième adaptation historique d'Éric Rohmer, ainsi que son dernier long-métrage.
Il a été présenté en compétition à la Mostra de Venise 2007.

## Synopsis
Au Ve siècle en Gaule romaine, une communauté gauloise vit isolée dans la plaine du Forez.
La bergère Astrée et le berger Céladon s'aiment, mais doivent garder cet amour secret à cause de l'inimitié qui divise leurs familles respectives.
Céladon, lors d'une fête, pour ne pas contrarier ses parents et en accord avec Astrée, fait semblant de courtiser Amynthe qui réussit à lui voler un baiser. Astrée assiste à la scène qui la rend si jalouse qu'elle le rejette sans ménagement, lui ordonnant de ne plus jamais la revoir, sauf si elle en prend l'initiative.
Céladon, qui, le soir de la fête, avait gravé sur l'écorce d'un arbre son dernier poème à sa bien-aimée, se jette, désespéré, dans la rivière et disparaît. Astrée pleure sa mort, se jugeant responsable d'une erreur irréparable.
Céladon, inconscient mais toujours vivant, est repêché un peu plus loin en aval par la nymphe Galatée et ses deux servantes, Léonide et Silvie. Le beau jeune homme est soigné et hébergé dans le palais de la nymphe, qui tombe amoureuse de lui et décide de le garder auprès d'elle. Mais Léonide l'aide à s'échapper en le déguisant avec des vêtements de femme.
Pour ne pas enfreindre l'interdiction qui lui a été faite par Astrée de l'approcher, Céladon se retire pour vivre dans la forêt, dans une hutte de feuilles. Il reçoit de temps en temps la visite de Léonidas ainsi que d'un puissant druide, Adamas, l'oncle de Léonide.
Pour le distraire de sa dépression, Adamas lui offre une flûte, de l'encre et du papier afin qu'il se remette à composer. Il l'invite à construire dans la forêt un temple dédié à l'amour éternel. Céladon dessine la divinité avec les traits de sa bien-aimée Astrée.
Astrée et ses amis rendent visite aux druides pour la fête religieuse annuelle et discutent de l'amour. Ils s'émerveillent de la ressemblance entre l'effigie de la déesse et la jeune femme.
Adamas fait passer Céladon pour Alexis, sa fille revenue du couvent, et la confie à Astrée. Les traits de la prétendue Alexis ressemblent à ceux de son bien-aimé et Astrée tombe rapidement amoureuse d'elle. C'est alors que Céladon se révèle.

## Fiche technique
Sauf indication contraire, les informations mentionnées dans cette section peuvent être confirmées par la base de données cinématographiques Unifrance,  présente dans la section « Liens externes ».
- Titre original français : Les Amours d'Astrée et de Céladon
- Titre italien : Gli amori di Astrea e Celadon
- Titre espagnol : El romance de Astrea y Celadón
- Réalisation : Éric Rohmer
- Assistante réalisation : Françoise Etchegaray
- Scénario : Éric Rohmer d'après le roman-fleuve L'Astrée d'Honoré d'Urfé (XVIIe siècle)
- Photographie : Diane Baratier
- Montage : Mary Stephen
- Son : Pascal Ribier, IRCAM[1]
- Musique : Jean-Louis Valero
- Décors : Marie Dos Santos, Jérôme Pouvaret
- Costumes : Pierre-Jean Larroque, Pu-Laï
- Production : Christian Paumier
  - Production déléguée : Françoise Etchegaray, Jean-Michel Rey, Philippe Liégeois
  - Coproduction : Valerio De Paolis, Enrique González Macho
- Sociétés de production : Rezo Productions, Compagnie Éric Rohmer (Paris) ; BiM Distribuzione (it) (Rome) ; Alta Producción (Madrid)
  - avec le soutien de Eurimages
  - en association avec les SOFICA Cofinova 3, Arte/Cofinova 2, Cinémage, Soficinéma 2
  - avec la participation de Canal+ et du CNC
- Sociétés de distribution : 
  - Rezo Films pour la France
  - Rezo Films International pour l’étranger
- Pays de production :  France,  Italie,  Espagne
- Langue originale : français
- Format : couleur par Kodak — 16 mm — 1,33:1 puis scanné en 1,85:1 — son DTS
- Genre : comédie sentimentale
- Durée : 109 minutes
- Dates de sortie : 
  - Italie : 31 août 2007 à la Mostra de Venise
  - France : 5 septembre 2007, sortie nationale
  - Canada : 7 septembre 2007 au Festival international du film de Toronto
- Mentions CNC : tous publics et Art et Essai (visa no 112709 délivré le 26 juillet 2007)

## Distribution
- Andy Gillet : Céladon / Alexis
- Stéphanie Crayencour : Astrée
- Cécile Cassel : Léonide
- Véronique Reymond : Galathée
- Rosette : Silvie
- Jocelyn Quivrin : Lycidas
- Mathilde Mosnier : Phillis
- Rodolphe Pauly : Hylas
- Serge Renko : Adamas
- Arthur Dupont : Semyre
- Priscilla Galland : Amynthe
- Olivier Blond : un berger
- Alexandre Everest : un berger
- Fanny Vambacas : une bergère
- Caroline Biotière : une bergère
- Alain Libolt (voix off) : le commentateur
- Les Brayauds : le groupe de danse
- Marie Rivière : la mère de Céladon (non créditée, caméo)

## Production

### Scénario
Le roman pastoral d'Honoré d'Urfé est revu par un conteur moderne et poétique, Éric Rohmer, dans un contexte contemporain du roman, le XVIIe siècle. L'action se situe dans le Forez, où subsisterait une civilisation gauloise, telle qu'on pouvait l'imaginer au XVIIe siècle.

« Si j’ai eu envie d’adapter ce texte, c’est bien sûr que j’y ai retrouvé de nombreux motifs de mes films précédents. Par exemple, le motif central de la fidélité. Le thème est quasi constant dans Ma nuit chez Maud aussi bien que dans Conte d’hiver, dans La Collectionneuse comme dans Les Nuits de la pleine lune. Mon unique pièce de théâtre, Le Trio en mi bémol, est construite sur un suspens analogue à celui de L’Astrée. On y voit le personnage s’obstiner, de façon aussi folle que Céladon, à ne pas prononcer le mot qui déclencherait la phrase qu’il attend de son amie. Car cette phrase ne doit venir que d’elle. »

— Éric Rohmer dans le dossier de presse.

### Tournage
Le film est tourné en 2006 en Auvergne, au château de Chaumont-sur-Loire et au château de Fougères-sur-Bièvre dans le Loir-et-Cher. Éric Rohmer indique qu'il n'a pu filmer dans le Forez comme il le souhaitait initialement et il fait précéder son film de l'avertissement suivant : 

« Malheureusement, nous n'avons pas pu situer cette histoire dans la région où l'avait placée l'auteur, la plaine du Forez étant maintenant défigurée par l'urbanisation, l'élargissement des routes, le rétrécissement des rivières, la plantation de résineux. Nous avons dû choisir ailleurs en France, comme cadre de cette histoire, des paysages ayant conservé l'essentiel de leur poésie sauvage et de leur charme bucolique »

Ce texte de présentation entraîne une plainte du conseil général du département de la Loire contre le réalisateur et les sociétés distribuant le film, pour obtenir le retrait de ces affirmations. Le conseil général argue en effet que la plaine du Forez n'est pas défigurée par l'urbanisation et que ses 90 communes sont inscrites en zone Natura 2000. Les repérages n'avaient pas été effectués par Éric Rohmer lui-même mais par une de ses collaboratrices.
Le conseil général de la Loire est finalement débouté de sa plainte contre le réalisateur en septembre 2007, le tribunal de grande instance de Montbrison estimant ne pas avoir été valablement saisi, sans examiner l'affaire sur le fond. Le conseil général dépose alors une nouvelle plainte : en octobre, celle-ci est finalement jugée irrecevable pour des raisons de procédure. Éric Rohmer et sa production ne sont donc finalement pas poursuivis.

## Accueil critique
Selon Louis Guichard dans Télérama, « Céladon est-il fidèle à Astrée ? Le doute ravage la bergère diaphane. Eric Rohmer est-il fidèle à L'Astrée ? Le doute ravit le spectateur profane, qui n'a pas lu l'ample roman pastoral rédigé entre 1607 et 1627 par Honoré d'Urfé. S'il y a de quoi douter, c'est que le film est un concentré de « rohmérismes » : un scénario à base de méprises et de foi endurante qui pourrait avoir été écrit ex nihilo par l'auteur des Six contes moraux ; une réalisation qui semble se jouer discrètement, et délicieusement, de ce scénario, selon l'inimitable touche du maître ».
Selon Isabelle Régnier dans Le Monde, « Ce qui intéresse Rohmer dans le texte d'Urfé a à voir avec la permutation, la démultiplication des reflets, l'inadéquation des points de vue. Il en joue ici avec une jubilation communicative qui induit, chez le spectateur, un délicieux vertige. Entrelaçant les mots d'Urfé avec les corps de ses acteurs, il fait vibrer les uns et les autres, d'une sensualité d'autant plus troublante qu'elle s'éveille sous les auspices du travestissement. Le motif en effet court tout au long du film, en scelle aussi bien l'origine que le dénouement [...] ».

### Distinctions
- Mostra de Venise 2007, 64e édition du 29 août au 8 septembre : en compétition officielle
- Festival international du film de Toronto, le 7 septembre 2007 : présentation hors compétition
- Festival du film de New York 2007 (Film at Lincoln Center) : présentation hors compétition

## Postérité
L'expérience du tournage a inspiré à l'acteur Jocelyn Quivrin le projet du film Maestro, qu'il comptait réaliser lui-même. Finalement réalisé par Léa Fazer après le décès accidentel de Jocelyn Quivrin, Maestro, sorti en 2014, se déroule sur le tournage d'un film adapté de L'Astrée : Michael Lonsdale y interprète le rôle du réalisateur « Cédric Rovère », hommage à Éric Rohmer.